# Dana Kimmell
Dana Kimmell (* 26. Oktober 1959 in Texarkana, Arkansas) ist eine US-amerikanische Schauspielerin.

## Leben und Leistungen
Kimmell debütierte in einer Folge der Fernsehserie Drei Engel für Charlie aus dem Jahr 1977. Für ihre Rolle in der Fernsehserie Texas wurde sie im Jahr 1981 für den Young Artist Award nominiert. Im Filmdrama Rivals übernahm sie eine größere Rolle, im Horrorfilm Und wieder ist Freitag der 13. spielte sie die Hauptrolle der von Jason verfolgten Chris. Im Actionfilm McQuade, der Wolf verkörperte sie die Rolle von Sally McQuade, der Tochter von J.J. McQuade (Chuck Norris), die von Rawley Wilkes (David Carradine) entführt wird.
In den Jahren 1983 bis 1984 spielte Kimmell in der Fernsehserie Zeit der Sehnsucht; diese Rolle brachte ihr die zweite Nominierung für den Young Artist Award. Es folgten vorwiegend Auftritte in einzelnen Folgen der Fernsehserien und in Fernsehfilmen wie Condition Red, in dem sie eine Nebenrolle an der Seite von Powers Boothe, Rebecca De Mornay und Martin Landau übernahm.
Kimmell ist seit dem Jahr 1983 mit John Anderson verheiratet und hat Kinder. Sie lebt in Kalifornien.

## Filmografie (Auswahl)
- 1980: Texas (Fernsehserie)
- 1981: Midnight Offerings
- 1981: Rivals
- 1981: The Return of the Beverly Hillbillies
- 1981–1984: Noch Fragen Arnold? (Diff’rent Strokes, Fernsehserie)
- 1982: Hart aber herzlich (Hart to Hart, Fernsehserie; Folge 4x10: Weihnachtsüberraschung)
- 1982: Und wieder ist Freitag der 13. (Friday the 13th Part 3: 3D)
- 1983: McQuade, der Wolf (Lone Wolf McQuade)
- 1983–1984: Zeit der Sehnsucht (Days of our Lives, Fernsehserie)
- 1984: Hart aber herzlich (Hart to Hart, Fernsehserie; Folge 5x16: Tanz im Fadenkreuz)
- 1990: Night Angel
- 1990: Condition Red (By Dawn’s Early Light)